# Luigi de Margherita
(Vittorio Bersezio)
Francesco Maria Luigi de Margherita (Demargherita) (Torino, 9 ottobre 1783 – Torino, 20 maggio 1856) è stato un avvocato, politico e giurista italiano, che si adoperò per riformare in senso liberale e laico le istituzioni del Regno di Sardegna.

## Biografia
Nacque a Torino nel 1783 da Giovanni Francesco e da Benedetta De Caroli. Rimasto orfano da bambino, fu cresciuto dallo zio paterno Andrea, colonnello d'artiglieria nell'esercito sardo.
Laureatosi in Giurisprudenza nel 1802 all'Università di Torino, si dedicò subito all'insegnamento. Reggente la cattedra di Istituzioni canoniche nel 1817, nel 1819 ne divenne titolare, insieme a quella di Istituzioni civili; dal 1822 fu anche professore di Diritto civile. Condusse in parallelo una brillante attività forense, che lo vide diventare anche Avvocato patrimoniale della regina Maria Teresa e Consulente del regio patrimonio.
Ritiratosi dall'insegnamento nel 1844 in seguito a una lite con il preside della facoltà, compì una rapida ascesa negli incarichi pubblici e ministeriali.
Nominato Barone dal Re Carlo Alberto il 18 luglio 1844, divenne senatore del Regno di Sardegna il 19 dicembre 1848; dopo appena dodici giorni diventò il primo sindaco di Torino eletto dal popolo. Prestò giuramento il 1º gennaio 1849 e annunciò come linee principali del proprio programma l'istruzione elementare estesa alle femmine, il soccorso alle «classi meno agiate», la «polizia urbana» e l'igiene «dell'abitato». Dopo soli tre mesi fu chiamato a reggere il ministero di Grazia, Giustizia e Culti nel Governo de Launay e dovette cedere la poltrona di sindaco a Carlo Pinchia. Nel frattempo era divenuto anche Consigliere del Magistrato di cassazione (poi Corte di cassazione) di Torino nel 1847 e Presidente di classe della Corte di Cassazione nel 1849.
Ma il suo lascito più importante di guardasigilli è il disegno di legge di cui incaricò Siccardi con l'obiettivo di favorire l'autonomia della magistratura dal potere esecutivo. Questo disegno di legge fu inizialmente bocciato, ma entrò in vigore il 19 maggio 1851, quando De Margherita non era più ministro da tempo.
Come ministro della giustizia, tentò di avviare riforme che adeguassero l'organizzazione del Regno di Sardegna ai principi dello Statuto albertino (per esempio l'abolizione dei diritti di primogenitura), ma dovette ritirarle per l'opposizione dell'ala più conservatrice del Parlamento subalpino. Affidò al consigliere Giuseppe Siccardi l'incarico di risolvere un contenzioso con il Papa sulle diocesi di Torino e di Asti, ma anche questa missione si concluse con un insuccesso.
La sua carriera politica si interruppe bruscamente in seguito a uno scandalo. Aveva concesso la legittimazione di una figlia naturale del defunto marchese Giovanni Battista Serra, che si era poi fidanzata con suo figlio. Il sospetto di avere agito per interesse personale, dato che la legittimazione comportava una consistente eredità, lo costrinse alle dimissioni il 18 dicembre 1849. Non si ritirò tuttavia dalla vita pubblica, rimanendo consulente della famiglia reale e relatore di numerosi progetti di legge, tra i quali quelli per la riforma del foro ecclesiastico e per l'istituzione del matrimonio civile.
Si spense a Torino il 20 maggio 1856.

## Opere principali
- De privilegiis et hipotecis, 2 voll., Taurini, 1830
- Dei modi legittimi di assicurare l'adempimento delle obbligazioni e della prescrizione, Torino, 1841
- Delle persone, Torino, 1842
- Delle donazioni tra vivi e delle obbligazioni in generale, Torino, 1843
- Delle varie specie di contratti e delle regole particolari onde ciascuno di essi è governato, 1844
- A' suoi concittadini il barone Demargherita ex-ministro di Grazia e Giustizia, Torino, 1850